# Prémios do Cinema Europeu de 1989
A 2ª Edição dos Prémios do Cinema Europeu (em inglês: 2nd European Film Awards) foi apresentada no dia 25 de novembro de 1989. Esta edição ocorreu em Paris, França.

## Vencedores e nomeados
A cor de fundo       indica os vencedores.

### Melhor filme
| Filme                       | Título no Brasil            | Título em Portugal          | Diretor/Realizador  | Produção (país) |
| --------------------------- | --------------------------- | --------------------------- | ------------------- | --------------- |
| Topio stin omichli          | Paisagem na Neblina         |                             | Theo Angelopoulos   | Grécia          |
| Eldorádó                    |                             |                             | Géza Bereményi      | Hungria         |
| Magnús                      |                             |                             | Þráinn Bertelsson   | Islândia        |
| Recordações da Casa Amarela | Recordações da Casa Amarela | Recordações da Casa Amarela | João César Monteiro | Portugal        |
| High Hopes                  |                             | Grandes Ambições            | Mike Leigh          | Reino Unido     |
| Malenkaja Vera              |                             |                             | Vasili Pichul       | União Soviética |

### Melhor primeiro filme
| Filme                 | Título no Brasil | Título em Portugal  | Diretor/Realizador  | Produção (país)    |
| --------------------- | ---------------- | ------------------- | ------------------- | ------------------ |
| 300 mil do nieba      |                  | A 300 Milhas do Céu | Maciej Dejczer      | Polónia            |
| My Left Foot          | Meu Pé Esquerdo  | O Meu Pé Esquerdo   | Jim Sheridan        | Irlanda            |
| Nuovo Cinema Paradiso | Cinema Paradiso  | Cinema Paraíso      | Giuseppe Tornatore  | Itália             |
| Wallers letzter Gang  |                  |                     | Christian Wagner    | Alemanha Ocidental |
| Scandal               | Escândalo        | Escândalo           | Michael Caton-Jones | Reino Unido        |
| Sis                   |                  |                     | Zülfü Livaneli      | Turquia            |
| Kuduz                 |                  |                     | Ademir Kenović      | Iugoslávia         |

### Melhor diretor/realizador
| Diretor/Realizador | Nacionalidade (país) | Filme              | Título no Brasil    | Título em Portugal  |
| ------------------ | -------------------- | ------------------ | ------------------- | ------------------- |
| Géza Bereményi     | Hungria              | Eldorádó           |                     |                     |
| Theo Angelopoulos  | Grécia               | Topio stin omichli | Paisagem na Neblina |                     |
| Maciej Dejczer     | Polónia              | 300 mil do nieba   |                     | A 300 Milhas do Céu |
| Vasili Pichul      | União Soviética      | Malenkaja Vera     |                     |                     |
| Jim Sheridan       | Irlanda              | My Left Foot       | Meu Pé Esquerdo     | O Meu Pé Esquerdo   |

### Melhor ator
| Ator             | Nacionalidade (país) | Filme                                        | Título no Brasil | Título em Portugal  |
| ---------------- | -------------------- | -------------------------------------------- | ---------------- | ------------------- |
| Philippe Noiret  | França               | La vie et rien d'autre Nuovo cinema Paradiso | Cinema Paradiso  | Cinema Paraíso      |
| Daniel Day-Lewis | Irlanda              | My Left Foot                                 | Meu Pé Esquerdo  | O Meu Pé Esquerdo   |
| Davor Dujmović   | Iugoslávia           | Dom za vesanje                               | Vida Cigana      | O Tempo dos Ciganos |
| Károly Eperjes   | Hungria              | Eldorádó                                     |                  |                     |
| Jozef Króner     | Chéquia              | Ti, koyto si na nebeto                       |                  |                     |

### Melhor atriz
| Atriz              | Nacionalidade (país) | Filme                  | Título no Brasil | Título em Portugal |
| ------------------ | -------------------- | ---------------------- | ---------------- | ------------------ |
| Ruth Sheen         | Reino Unido          | High Hopes             |                  | Grandes Ambições   |
| Sabine Azéma       | França               | La vie et rien d'autre |                  |                    |
| Snežana Bogdanović | Iugoslávia           | Kuduz                  |                  |                    |
| Corinna Harfouch   | Alemanha Oriental    | Treffen in Travers     |                  |                    |
| Natalya Negoda     | União Soviética      | Malenkaja Vera         |                  |                    |

### Melhor ator ou atriz num papel secundário
| Ator/atriz          | Nacionalidade (país) | Filme                        | Título no Brasil                                 | Título em Portugal    |
| ------------------- | -------------------- | ---------------------------- | ------------------------------------------------ | --------------------- |
| Edna Doré           | Reino Unido          | High Hopes                   |                                                  | Grandes Ambições      |
| Sabine Berg         | Suíça                | A Wopbobaloobop a Lopbamboom |                                                  |                       |
| Roger Jendly        | Suíça                | La femme de Rose Hill        |                                                  | A Mulher de Rose Hill |
| Alessandro di Sanzo | Itália               | Mery per sempre              | Delinquência Atrás das Grades - Mary Para Sempre | Prisão de Menores     |
| Ludmila Zaitseva    | União Soviética      | Malenkaja Vera               |                                                  |                       |

### Melhor argumentista/roteirista
| Argumentista/Roteirista                            | Nacionalidade (país)     | Filme              | Título no Brasil    | Título em Portugal  |
| -------------------------------------------------- | ------------------------ | ------------------ | ------------------- | ------------------- |
| Maria Khmelik                                      | União Soviética          | Malenkaja Vera     |                     |                     |
| Theo Angelopoulos Tonino Guerra Thanassis Valtinos | Grécia · Itália · Grécia | Topio stin omichli | Paisagem na Neblina |                     |
| Géza Bereményi                                     | Hungria                  | Eldorádó           |                     |                     |
| Þráinn Bertelsson                                  | Islândia                 | Magnús             |                     |                     |
| Maciej Dejczer Cezary Harasimowicz                 | Polónia                  | 300 mil do nieba   |                     | A 300 Milhas do Céu |

### Melhor compositor
| Compositor                 | Nacionalidade (país) | Filme                        | Título no Brasil | Título em Portugal  |
| -------------------------- | -------------------- | ---------------------------- | ---------------- | ------------------- |
| Andrew Dickson             | Reino Unido          | High Hopes                   |                  | Grandes Ambições    |
| Goran Bregović             | Iugoslávia           | Kuduz                        |                  |                     |
| Ferenc Darvas              | Hungria              | Eldorádó                     |                  |                     |
| Michał Lorenc              | Polónia              | 300 mil do nieba             |                  | A 300 Milhas do Céu |
| Maggie Parke Gast Waltzing | /                    | A Wopbobaloobop a Lopbamboom |                  |                     |

### Melhor diretor de fotografia
| Diretor de fotografia      | Nacionalidade (país) | Filme              | Título no Brasil    | Título em Portugal  |
| -------------------------- | -------------------- | ------------------ | ------------------- | ------------------- |
| Ulf Brantås Jörgen Persson | Suécia               | Kvinnorna på taket |                     |                     |
| Giorgos Arvanitis          | Grécia               | Topio stin omichli | Paisagem na Neblina |                     |
| Sándor Kardos              | Hungria              | Eldorádó           |                     |                     |
| Krzysztof Ptak             | Polónia              | 300 mil do nieba   |                     | A 300 Milhas do Céu |
| Yefim Reznik               | União Soviética      | Malenkaja Vera     |                     |                     |

### Prémio especial do júri
| Cineasta           | Nacionalidade (país) | Filme                  | Título no Brasil | Título em Portugal |
| ------------------ | -------------------- | ---------------------- | ---------------- | ------------------ |
| Bertrand Tavernier | França               | La vie et rien d'autre |                  |                    |
| Giuseppe Tornatore | Itália               | Nuovo Cinema Paradiso  | Cinema Paradiso  | Cinema Paraíso     |

### Melhor documentário
| Documentário    | Título no Brasil | Título em Portugal | Diretor/Realizador               | Produção (país) |
| --------------- | ---------------- | ------------------ | -------------------------------- | --------------- |
| Recsk 1950-1953 |                  |                    | Géza Böszörményi Lívia Gyarmathy | Hungria         |

### Prémio especial do júri para documentário
| Filme                | Título no Brasil | Título em Portugal | Diretor/Realizador                  | Produção (país)        |
| -------------------- | ---------------- | ------------------ | ----------------------------------- | ---------------------- |
| Une histoire de vent |                  |                    | Joris Ivens Marceline Loridan Ivens | França / Países Baixos |

### Prémio de carreira
- Federico Fellini

### Prémio especial da Sociedade de Cinema Europeu
- Anatole Dauman

### Menção especial
| Filme                       | Diretor/Realizador | Produção (país) |
| --------------------------- | ------------------ | --------------- |
| Obrazy starého sveta        | Dusan Hanák        | Checoslováquia  |
| The Road to God Knows Where | Alan Gilsenan      | Irlanda         |

## Netografia
- «Vencedores dos EFA 1989» (em inglês)
- «Nomeados para os EFA 1989» (em inglês)